# Iroquois
Pour les articles homonymes, voir Iroquois (homonymie).
Ne doit pas être confondu avec Iroquoiens du Saint-Laurent ou Mohawks.
Pour la coiffure, voir Crête iroquoise.
Les Iroquois, dont l'endonyme est Haudenosaunee (« le peuple aux longues maisons »), connus aussi par l'expression Cinq-Nations ou Cinq Cantons puis Six-Nations, constituent un regroupement de peuples autochtones d'Amérique du Nord faisant partie de la famille linguistique iroquoienne, à la manière d'une confédération. Ils comprennent effectivement cinq puis six nations, soit les Mohawks, les Onneiouts, les Onondagas, les Sénécas, les Cayugas et, après 1722, les Tuscaroras, vivant historiquement dans le nord de l'État de New York, aux États-Unis, ainsi qu'au sud du lac Ontario et du fleuve Saint-Laurent, au Canada.
La plupart des quelque 125 000 Iroquois vivent aujourd'hui dans des territoires et réserves situées dans la province canadienne de l’Ontario et dans l'État de New York. D'autres vivent au Wisconsin, dans le sud-ouest du Québec et en Oklahoma. 
Une minorité d'Iroquois parle aujourd'hui l'une des langues iroquoiennes, dont près de 1 500 locuteurs du mohawk dans le village de Kahnawake, au sud de Montréal. Sur le territoire de Six Nations, dans la province de l'Ontario, l'apprentissage des langues est une priorité au sein de la communauté traditionaliste. De nombreuses familles comptent à ce jour[Quand ?] plusieurs polyglottes. L'onondaga et le mohawk semblent être les langues les plus pratiquées.

## Dénomination
L'origine du mot « iroquois » est obscure, mais cette appellation pourrait provenir d'une phrase souvent employée à la fin de discours iroquois, « hiro kone » (je l'ai dit). Cependant cette hypothèse n'est pas validée par les Haudenosaunee. D'autres considèrent que le mot proviendrait du nom qui leur a été donné par leurs ennemis, les Algonquins : « Irinakhoi » (serpents à sonnette), une hypothèse également non validée par les Haudenosaunee traditionalistes des Six Nations. Il est aussi possible que le mot provienne des pêcheurs basques qui surnommaient le peuple Hilokoa (« les tueurs ») qui serait passé en langue algonquine (qui ne prononce pas le « r »), à hirokoa, en français qui en aurait tout simplement francisé l'ethnonyme. Toutefois, les Iroquois s'appellent eux-mêmes Haudenosaunee, soit le « peuple aux longues maisons » ou littéralement, le « peuple qui construit ». 

## Histoire

### Origines

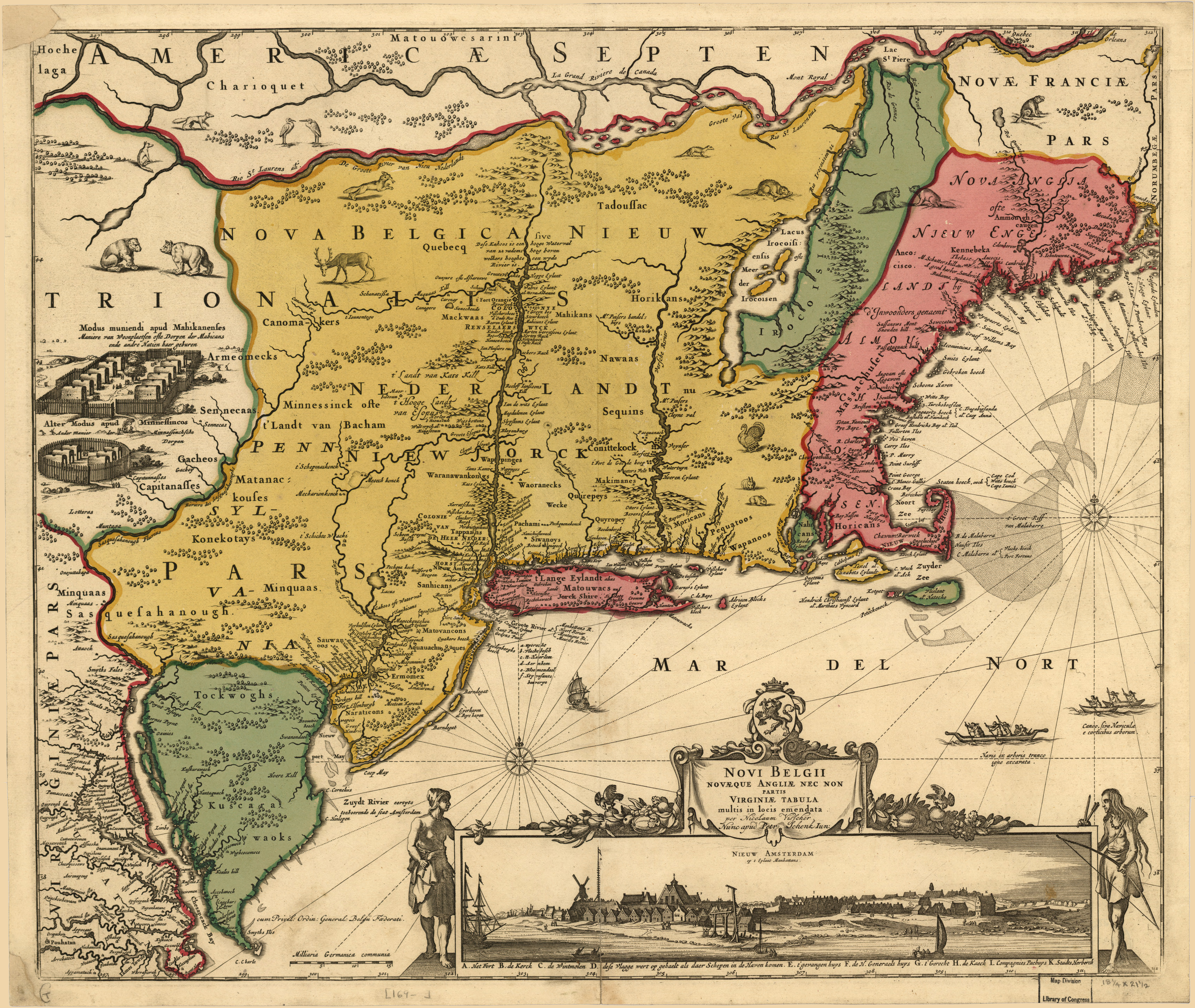
L'iroquoisie est représentée sur cette carte de Nouvelle-Néerlande de 1655. Remarquons le lac Champlain, Lacus Irocoisiensis ofte Meer der Irocoisen et la rivière aux Iroquois, que les Français ont nommée le Richelieu.

Leurs terres d'origine se situent entre les Adirondacks et les chutes du Niagara. Des traces de peuplement sont attestées dès le Xe siècle av. J.-C. Au XIVe siècle est introduite la culture du maïs. 
Selon la tradition iroquoise, à cette époque il n'y avait qu'une seule tribu, habitant sur le fleuve Saint-Laurent, à qui les Algonquins apprennent l'agriculture. La formation des différentes tribus est incertaine.

### Durant le Régime français

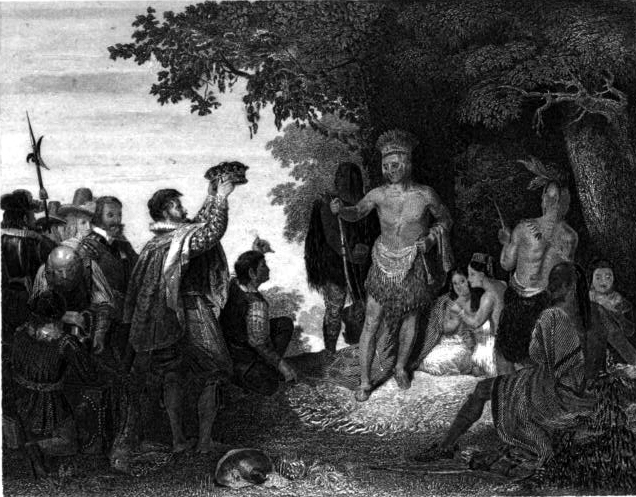
Premiers contacts entre Iroquois et explorateurs européens.

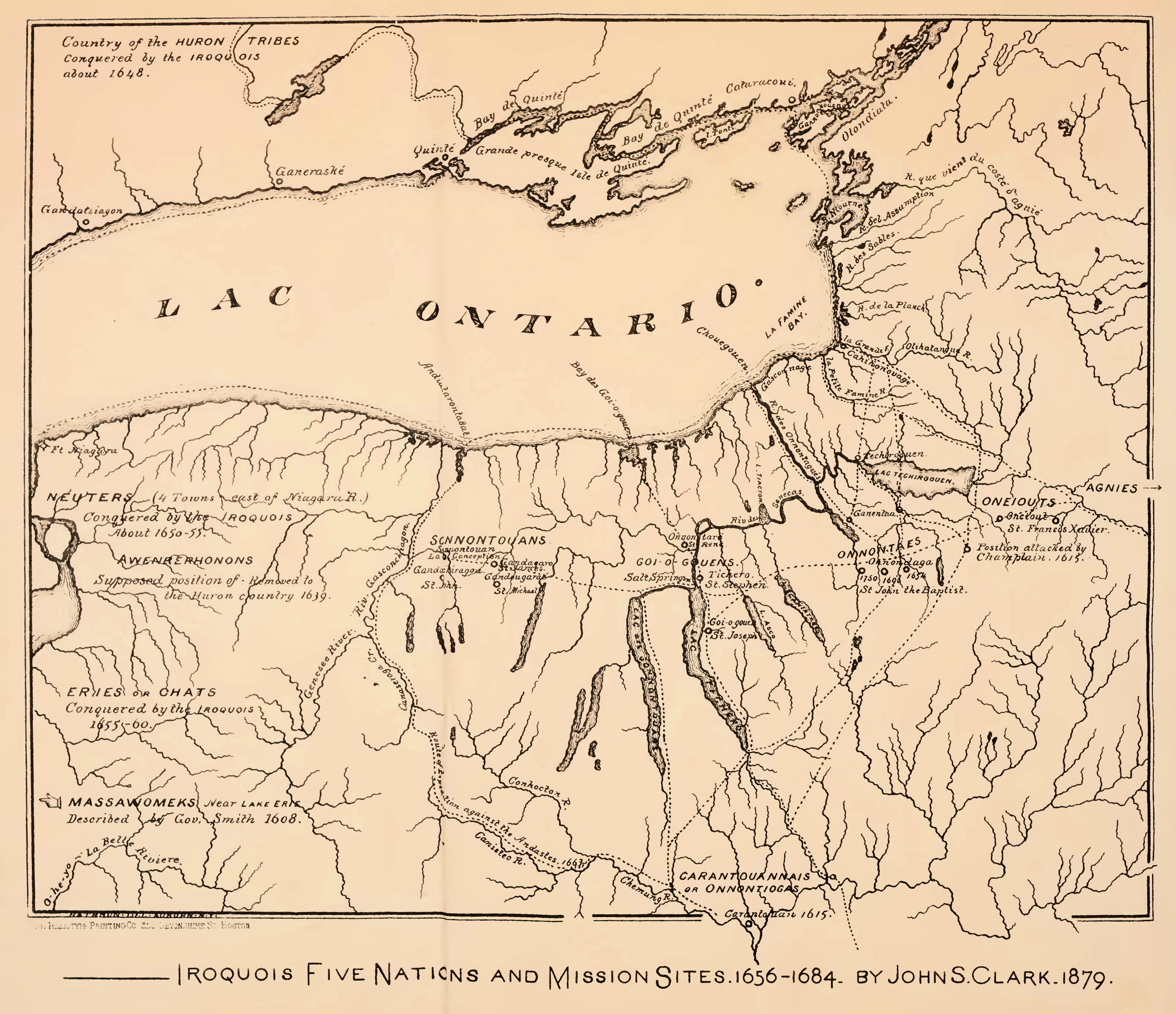
Carte des Cinq-Nations iroquoises et des sites de missions entre 1656 et 1684.

On sait qu'une ligue iroquoise est créée en 1570 sous le nom de ligue des Cinq-Nations. En 1722, les Tuscaroras entrent dans la ligue, qui devient les Six-Nations. La population des Iroquois est évaluée à 22 000 individus au début en 1630 et tombe à 6 000 au début du XVIIIe siècle, 12 000 environ en 1860.
En 1603, lorsque les Français arrivèrent au Canada, les Iroquois formaient une ligue puissante, alors en guerre contre les Hurons et les Adirondacks. Ces derniers demandèrent le secours des Français qui, conduits par Samuel de Champlain, défirent les Iroquois.
Des Hollandais, qui avaient remonté l'Hudson jusqu'à la hauteur de la ville actuelle d'Albany, se trouvèrent confrontés aux Adirondacks, et anéantirent toute la tribu. Ensuite, dans les guerres que se firent les Anglais et les Français, les Iroquois se partagèrent et servirent alternativement les deux camps. 
Au XVIIe siècle, des guerres avec les Français, alliés aux Algonquins, aux Montagnais (Innus) et aux Abénakis, et les Britanniques, les forcent à retourner dans les limites de leurs terres ancestrales, ou, dans le cas des Iroquois christianisés par les Jésuites et persécutés par leurs compatriotes, au Canada, principalement au Québec.
En 1648–1653, les Iroquois attaquent les Hurons, les Algonquins et leurs alliés français. Ils finissent par affaiblir la confédération des Hurons qui se disperse. Certains prisonniers étaient adoptés (ils devenaient Iroquois) alors que d'autres étaient torturés (on leur arrachait notamment les ongles avant de les brûler vifs, à petit feu) ou frappés à coups de bâton. Les guerriers mangeaient les organes des vaincus. En 1660, quelques centaines d'Iroquois gagnent la bataille de Long Sault contre 17 Français et 48 alliés amérindiens.
Lorsque Colbert devint responsable de la Nouvelle-France, cela faisait déjà 25 ans que les Iroquois dévastaient la colonie pour détourner le commerce des fourrures des Hurons et des Outaouais avec la Nouvelle-France ; les Iroquois veulent profiter de ce commerce en tant qu'intermédiaires avec Albany.
En 1667, les Mohawks et les Onneiouts acceptent de conclure la paix.
La guerre reprit par ordre du ministre de la Marine Jérôme Phélypeaux de Pontchartrain le 13 juin 1687 : l’expédition contre les Iroquois quitta Montréal, avec 832 hommes des troupes de la marine, 900 hommes de milice et 400 Amérindiens alliés. L’avant-garde captura plusieurs Iroquois le long du fleuve. Au Fort Frontenac, l’intendant de Champigny, qui avait devancé le gros de l’expédition, s’empara de Cayugas et d’Onneiouts pour les empêcher de porter aux villages iroquois au sud du lac, la nouvelle de l’approche de l’armée française.

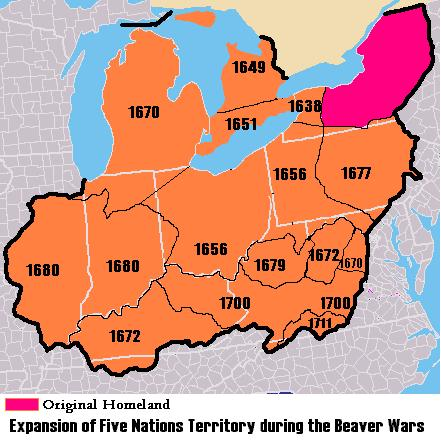
L'avancée territoriale des Iroquois pendant les guerres franco-iroquoises a dépeuplé la vallée de l'Ohio au cours du XVIIe siècle.

Un autre groupe d’Iroquois, soi-disant neutres, qui habitaient un village près du fort, furent aussi capturés pour les mêmes raisons. En tout, 50 à 60 hommes et 150 femmes et enfants furent emmenés à Montréal. Le gouverneur Jacques-René de Brisay expédia en France 36 des 58 prisonniers iroquois, mais laissa clairement entendre qu’il aurait mieux aimé n’en rien faire. Ces prisonniers furent par la suite forcés à devenir des esclaves dans les galères du Roi.
Après la Glorieuse Révolution de novembre 1688 qui renversa Jacques II, l'allié de Louis XIV, les Iroquois apprennent des Anglais d’Albany que l’Angleterre et la France sont en guerre et abandonnent toute idée de paix. Le massacre de Lachine eut lieu le 5 août 1689 : environ 1 500 guerriers iroquois s’abattirent sur le village de Lachine, aux portes de Montréal, près des rapides du même nom. Vingt-quatre colons furent tués, 70 à 90 faits prisonniers, dont 42 ne revinrent jamais. Sur 77 maisons, 56 furent rasées par les Iroquois et leurs alliés de la confédération des Cinq-Nations. Le massacre de Lachine et ses suites aurait coûté la vie à un Québécois sur dix.
En 1690, l'abbé de Choisy écrit à Bussy : « Les Anglois ont été vus avec quarante huit voiles à l'entrée du fleuve Saint-Laurent. On craint fort pour Québec parce que M. de Frontenac est allé avec ce qu'il a de troupes défendre Montréal contre les Iroquois et contre plusieurs François huguenots qui se sont joints à eux. »
En 1691, ils attaquent le fort Verchères.

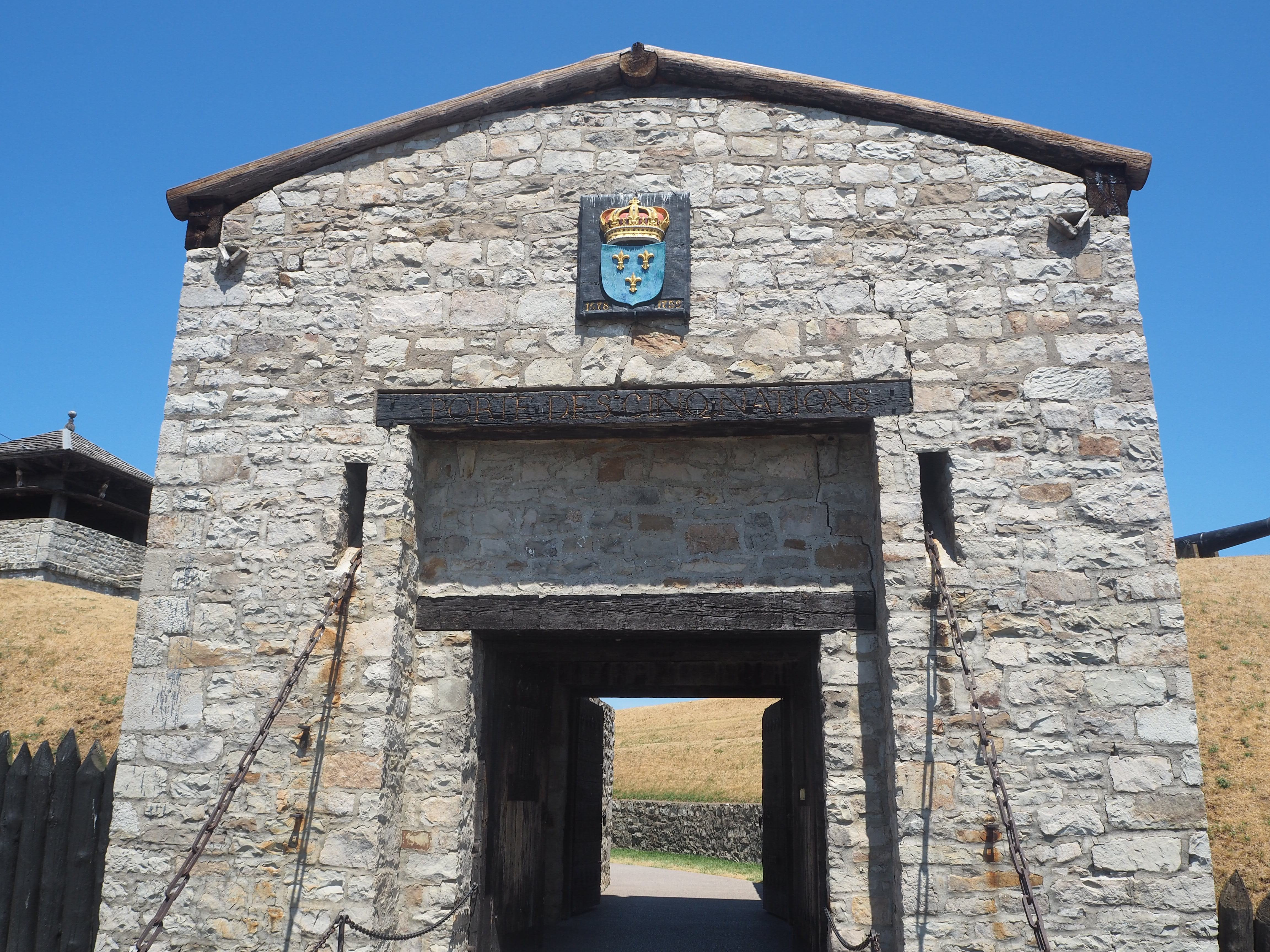
À partir de 1756, l'entrée principale du Fort Niagara fut établie au bastion sud, du côté de la rivière Niagara. Les Français nommèrent ce portail la Porte des Cinq Nations en l'honneur des Cinq-Nations de la Confédération iroquoise.

L'article XV des traités d'Utrecht range les Iroquois sous le protectorat de la couronne britannique.

### Guerre de Sept Ans
Pendant la guerre de Sept Ans, les Iroquois rompent la neutralité et s'allient aux Britanniques, assurant leur victoire sur terre, en complément de leur suprématie maritime.

### De la guerre d'indépendance des États-Unis jusqu'à nos jours
Lors de la guerre d'indépendance américaine, les Iroquois décident de s'allier à nouveau aux Britanniques, qui avaient fait des promesses aux nations amérindiennes concernant le respect des frontières. Cette décision s'avère cependant désastreuse pour eux : en 1779, George Washington envoie une armée envahir leurs terres ancestrales. La plupart de ces Iroquois sont repoussés jusqu'en Ontario. Au XIXe siècle, un petit groupe part faire du commerce de fourrure en Alberta.
Les Iroquois restés aux États-Unis sont contraints de céder leurs terres. La plupart des tribus parviennent à éviter la déportation des années 1830, sauf les Onneiouts, qui en 1828 partent pour une réserve au Wisconsin. Les Cayugas ont vendu leurs terres new-yorkaises en 1807 pour rejoindre des tribus apparentées en Ohio.
Le 13 juin 1942, la Confédération iroquoise fut la seule nation indienne à déclarer officiellement la guerre à l'Axe Rome-Berlin-Tokyo,.

### De nos jours
Les Onondagas, les Sénécas et les Tuscaroras vivent encore aujourd'hui dans des réserves de l'État de New York.
| Communautés    | Total  | Résidents | Non-résidents |
| -------------- | ------ | --------- | ------------- |
| Akwesasne      | n.d.   | n.d.      | n.d.          |
| Kahnawake      | 9 455  | 7 389     | 2 066         |
| Kanesatake     | 2 017  | 1 342     | 675           |
| Mohawk (Total) | 11 472 | 8 731     | 2 741         |

## Historiographie
Comme le résume notamment Allan Greer dans son article Colonial Saints: Gender, Race, and Hagiography in New France, beaucoup de sources textuelles contenant des représentations d'Iroquois à l'époque de la Nouvelle-France sont des hagiographies de martyrs canadiens. Autrement dit, le portrait que l'on peut se faire des Iroquois dépend intimement de textes tels que les récits des vies de René Goupil, Isaac Jogues ou encore Jean de Brébeuf, qui étaient avant tout destinés à souligner l'héroïsme et la piété de ces hommes selon un point de vue européen et chrétien. Fortement influencés par les codes esthétiques des vies de saints antiques et médiévales, ces textes « biographiques » ont pour objectif d'accentuer, à des fins rhétoriques, la cruauté et le caractère diabolique des Iroquois (membres de la confédération Haudenosaunee) pour que celle-ci puisse mieux illustrer la valeur religieuse positive du supplice physique des hommes d'église. C'est dans ce contexte que les supplices rituels véritables, voire les assassinats commis par les Iroquois sont réintégrés à un tableau fantasmé qui peut rappeler plus explicitement le martyre des premiers chrétiens à l'époque de l'Empire romain, comme l'a résumé Jack Warwick.
Cette image de l'Iroquois diabolique et cruel a été nuancée depuis par les entreprises de restitution du savoir historique oral transmis par les membres de la confédération Haudenosaunee.  Ce savoir oral est difficile à restituer en raison du caractère génocidaire et destructeur du projet colonial canadien. De fait, on lit encore des ouvrages de vulgarisation historique qui restituent l'image plus eurocentrisme de l'Iroquois cruel, tel que dépeint par René Goupil et Isaac Jogues. Il en va ainsi de l'Histoire populaire du Québec de Jacques Lacoursière, qui restitue le témoignage textuel de ces deux hommes sans offrir de point de vue critique sur son contenu hagiographique et sensationnaliste : 

« Après cinq ou six jours de marche, alors que nous étions épuisés par le voyage, ils approchaient de nous, sans plus aucune colère, nous arrachaient froidement les cheveux et la barbe et nous enfonçaient profondément les ongles, qu’ils portent très pointus, dans les parties du corps les plus délicates et les plus sensibles. Ils me brûlèrent un doigt et m’en broyèrent un autre avec les dents : ils disloquèrent ceux qui avaient déjà été broyés en rompant les nerfs de telle sorte que maintenant qu’ils sont guéris, ils demeurent affreusement déformés. Tout cela était rendu plus cruel par la multitude des puces, des poux et des punaises, auxquels les doigts coupés et mutilés permettaient difficilement d’échapper. Rendus au lieu de captivité, les prisonniers doivent faire face à une nouvelle violence. Ils nous accueillirent avec des bâtons, des coups de poing et des pierres. Comme ils ont en aversion la chevelure rare et courte, cette tempête se déchaîna en particulier sur moi et sur ma tête chauve, Il me restait deux ongles ; ils les arrachèrent avec leurs dents et ils dénudèrent jusqu’aux os, avec leurs ongles très pointus, la chair qui est au-dessous. »

C'est Isaac Jogues qui a écrit cette lettre, qui raconte l'histoire de sa capture en compagnie de René Goupil. À la demande de Jérôme Lalemant, Jogues racontera la mort de Goupil, tué d'un coup de tomahawk. Le détail selon lequel Goupil serait mort en faisant un signe de croix sur un enfant iroquois a toute son importance, puisque c'est lui qui rend possible la canonisation du père. De même, Jogues mourra lui aussi d'un coup de tomahawk, apparemment à la suite d'une dispute entre deux clans qui se contestaient le droit de disposer du prisonnier ; mais le récit de sa mort sera embelli dans Relations des jésuites de 1646 pour la rendre plus conforme, une fois de plus, à l'image du martyr mort au bûcher. 
Signe de la survivance et de la ténacité de cette image hagiographique des saints martyrs canadiens, la mort de René Goupil fera l'objet d'une chanson, la Lettre de René Goupil à sa mère. Mais si elle témoigne du succès du projet esthétique jésuitique, qui cherchait à émouvoir et à convaincre du caractère sacré de la mission évangélisatrice en Nouvelle-France, une telle chanson, tout comme les sources textuelles européennes, constitue un prisme limité et imparfait à travers lequel étudier la prétendue violence des membres de la confédération des Haudenosaunee.

## Organisation politique

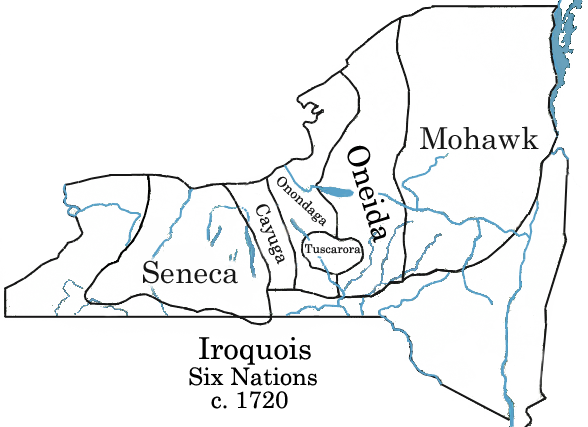
L'Iroquoisie vers 1720 dans la frontière actuelle de l'État de New York.

Iroquois et Algonquins.

Les Cinq-Nations (devenues par la suite les Six-Nations) étaient liées entre elles par une constitution commune appelée Gayanashagowa ou « grande loi de Paix ». Elle s'est transmise pendant plusieurs siècles sous forme de maximes récitées par cœur. Rédigée en 1720, mais conçue des siècles en amont, elle est composée de 117 paragraphes et préfigure les écrits constituants des pères fondateurs de l'Amérique moderne.
- les Cayugas sont aussi appelés Goyogouins en français, Guyohkohnyo (peuple du grand marais) dans leur propre langue ;
- les Mohawks, qui aujourd'hui se désignent eux-mêmes par ce nom anglo-français signifiant « mangeurs d'homme » dans la langue de leurs rivaux abénaquis, étaient appelés Agniers par les colons français, le terme autochtone étant Kanienkehaka signifiant peuple des étoiles (étincelles de silex) ;
- les Oneidas sont aussi appelés Onneiouts en québécois;
- les Onondagas sont aussi appelés Onontagués en français ;
- les Sénécas (Senecas en anglais), jadis les Sénèques en français, sont aussi appelés Tsonnontouans d'après leur nom autochtone ;
- les Tuscaroras (la sixième nation, 1722), n'ont pas d'autre nom usité.

## Culture

### Valeurs et principes
Norma Jacobs, membre du Conseil national des familles (CCNF) et de la Nation Guyohkohnyo Cayuga de la Confédération Haudenosaunee, identifie les valeurs suivantes comment guidant son peuple autochtone : 
| Valeurs                | Traduction française                              |
| ---------------------- | ------------------------------------------------- |
| Adenidao shra          | faire preuve de compassion et de gentillesse      |
| Dewadadrihwa noh Kwa:k | se respecter les uns les autres                   |
| Degayenawako:ngye      | travailler ensemble                               |
| Dewagagenawako:ngye    | s'entraider                                       |
| Esadatgehs             | réfléchir à ses propres actions                   |
| Gaihwaedagoh           | assumer ses responsabilités                       |
| Gasgya:nyok            | encourager les autres                             |
| Gasasdenhshra          | unir les forces et se soutenir les uns les autres |
| Drihwawaihsyo          | adopter une conduite morale honnête               |
| Oihwadogehsra          | être sincère et cohérent                          |
| Sgeno                  | avoir des pensées et poser des actes pacifiques   |
| Ongwadeni:deo          | prendre soin des nôtres                           |

### Vie quotidienne
Les Iroquois sont un peuple agriculteur et semi-sédentaire. Ils cultivent le blé, le tournesol et les trois sœurs : le maïs, le haricot et la courge. Ils complètent leur alimentation par la pêche, au printemps, et la chasse. Les hommes partent à l'automne et reviennent en hiver.
Les Iroquois sont aussi d'habiles artisans. Ils chassent les animaux pour ensuite utiliser leur cuir et leur fourrure afin de se confectionner des vêtements. Les Iroquois recherchent particulièrement la peau du cerf puisque cette dernière est « résistante, souple et plus imperméable que la peau d'autres animaux ». Les hommes et les femmes se partagent les tâches de confection des vêtements. En effet, tandis qes hommes chassent les animaux, ce sont les femmes qui préparent les peaux et qui confectionnent les vêtements. Ils portent des vêtements en peau d'animal cousue avec les épines du porc-épic et décorés de coquillages et de motifs divers.
En hiver, les Iroquois optent pour des vêtements plus chauds alors que l'habillement durant l'été est beaucoup plus léger. Par exemple, pendant l'hiver, « ils se couvrent les jambes et s'enveloppent le corps d'une cape de fourrure ample et chaude » et portent des mocassins rembourrés de fourrure. 
L'été, ils optent pour une chemise légère arrivant jusqu'aux cuisses et se promènent pieds nus.

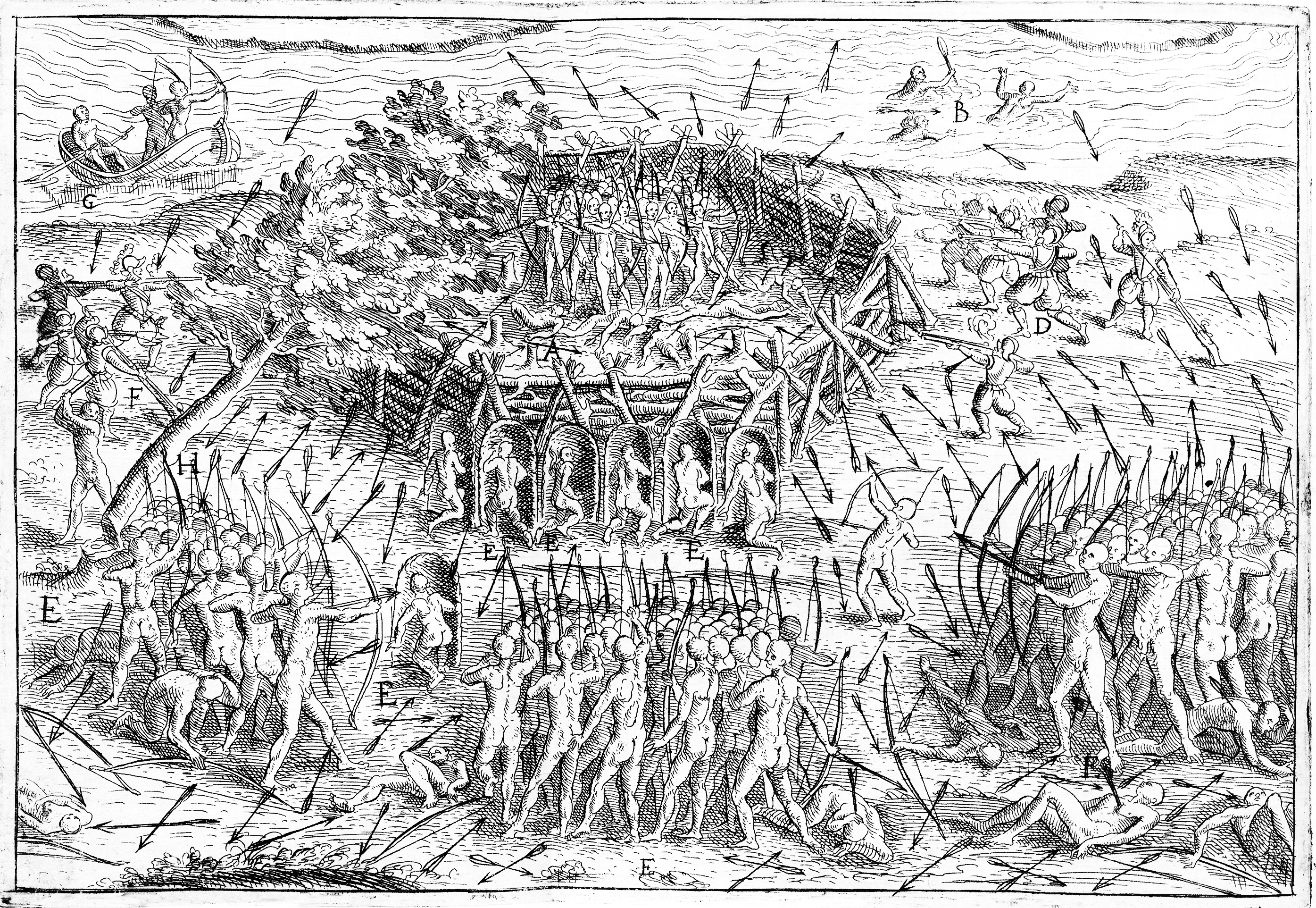
Illustration d'une attaque d'un fort Iroquois

Ayant une vie sédentaire, les Iroquois en 1500 vivaient dans des maisons longues. Celles-ci étaient construites de troncs d’arbres entrelacés et recouvertes d’écorce. Ainsi les Iroquois pouvaient facilement les agrandir. Les Amérindiens cultivaient aussi le chanvre qu'ils utilisaient pour lier les charpentes des maisons entre elles, ce qui les rendait très solides. La division de la maison longue se répartit de cette façon: à chaque extrémité de cette construction, il y a une porte afin de faciliter le déplacement. Au centre se retrouve une allée centrale où se retrouvent des foyers servant à la cuisson des aliments. Au dessus, il y a des trous d'aération pour l'échappement de la fumée. Par la suite, il y avait deux rangées qui comprenaient des pièces séparées les unes des autres. Une allée au milieu servait à circuler et à faire des feux. De cinq à dix familles habitaient dans ces maisons formant un groupe de 25 à 60 individus. Les maisons longues étaient elles-mêmes regroupées en villages de mille à deux mille habitants. La maison longue mesurait 5 à 7 mètres de large par 50 à 100 mètres de long sur 7 mètres de haut. Les portes étaient très basses. Durant l’hiver, les portes étaient fermées avec des peaux d’animaux. Le village, qui était en général entouré d’une palissade, se trouvait souvent près d’un cours d’eau. Cette palissade était construite par les hommes du village à partir de pieux de bois plantés à la verticale dans le sol. On y ajoutait de l’écorce, des branches d’arbres et d’autres pieux à l’horizontale afin de solidifier l’armature et bloquer la vue. Les pieux de bois peuvent atteindre en moyenne entre 4 et 10 mètres de haut, selon les époques. Le périmètre des palissades diffère selon la taille du territoire occupé par les différentes nations iroquoises, mais couvrait environ 0,004 km2. Ces palissades agissent comme marqueur symbolique de leur mode de vie et de leur communauté. Leur mise en place sert de bouclier contre le climat, les animaux, mais surtout contre les attaques ennemies. Certains villages vont jusqu’à construire une ou deux palissades supplémentaires, autrement appelées fortifications simples ou doubles, autour de leur territoire afin d’assurer une meilleure défense contre les différents ennemis. Au fil du temps, ces structures deviennent de plus en plus imposantes. Certains villages utilisent des pieux de bois de 60 cm de diamètre afin d’édifier leurs barricades.
Les Iroquois se servaient aussi du chanvre pour leurs rituels, ils en mélangeaient de petites quantités avec du tabac et des plantes aromatiques. Très vite les Amérindiens se sont rendu compte que les Blancs aimaient beaucoup ce produit et ils s'en servirent comme monnaie d'échange.[réf. nécessaire]

### Organisation sociale
L'organisation sociale est matrilinéaire et matrilocale : c'est la mère qui détermine le lignage, et les femmes possèdent la terre. Après son mariage, l'homme emménage chez son épouse, et ses enfants deviennent membres du clan de la mère. Les femmes choisissent également les chefs de clan.
Aussi appelé chef civil, il est choisi pour son intellect ainsi que ses principes moraux. Celui-ci occupe le rôle de médiateur au sein de la lignée. Le chef de clan ne peut pas imposer son autorité sur le groupe. Il n’a aucun pouvoir décisionnel puisque  la société fonctionne sur le principe de l’unanimité.
Un père jésuite français qui rencontre les Iroquois en 1650 décrit la société iroquoise comme égalitaire. La Confédération iroquoise s’étend des monts Adirondacks aux Grands Lacs, sur le territoire actuel de la Pennsylvanie et du Nord de l’État de New York. La terre est détenue et travaillée en commun. La chasse se fait en groupe et les prises sont partagées entre les membres du village. La notion de propriété privée des terres et des habitations est parfaitement étrangère aux Iroquois. Les femmes jouent un rôle important : le lignage s’organise autour de ses membres féminins dont les maris viennent rejoindre la famille. Les familles élargies forment des clans et une douzaine ou plus de clans peuvent former un village. Les femmes les plus âgées du village désignent les hommes habilités à représenter le clan au conseil de village et de tribu. Elles désignent également les 49 chefs qui composent le grand conseil de la confédération des Nations iroquoises. Les femmes surveillent les récoltes et administrent le village quand les hommes sont à la chasse ou à la pêche. Elles fournissent mocassins et nourriture pour les expéditions guerrières, et ont un certain contrôle sur les affaires militaires.
En 1744, le gouverneur de Virginie invitait les Iroquois à envoyer au « College of William and Mary » de Williamsburg six jeunes gens pour faire leur éducation. Le chef de la Nation iroquoise, Canasatego, répondit en termes élégants qu'il comprenait la générosité de cette offre, mais que, à leur tour, les Blancs devaient comprendre que les Iroquois étaient différents et avaient une autre conception des choses.

### Diplomatie iroquoise
Voici ce que relate Louis de Buade de Frontenac au sujet de la conférence avec les Iroquois à Cataracoui, en 1673 : « Vous auriez assurément été surpris, monseigneur, de voir l'éloquence, la finesse avec laquelle tous leurs députés me parlèrent, et, si je n'avais peur de passer pour ridicule auprès de vous, je vous dirais qu'ils me firent en quelque sorte souvenir des manières du sénat de Venise, quoique leurs peaux et leurs couvertures soient bien différentes des robes des procurateurs de Saint-Marc. »

### De farouches guerriers

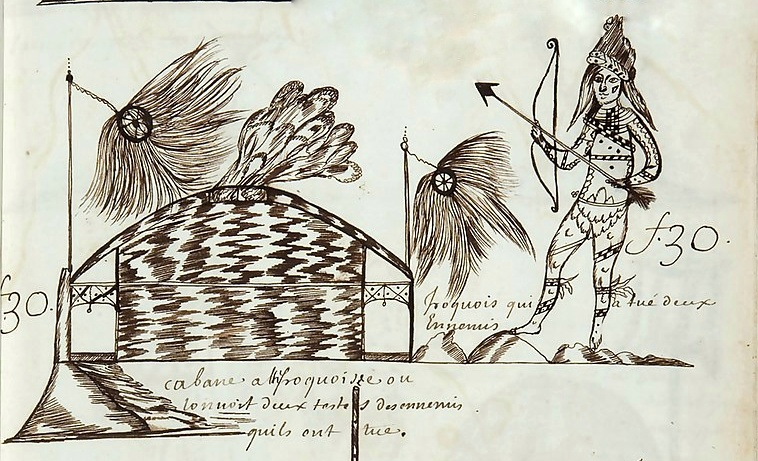
Codex canadensis, vers 1675-1682 par Louis Nicolas fig. 30 Cabane a Ihyroquoisse ou / lon voit deux testes des ennemis / quils ont tue /Iroquois qui a tué deux / Ennemis

Un témoin du XVIIIe siècle, Moreau de St.-Méry, relate que pour compenser leur infériorité numérique, les Iroquois furent les premières tribus à pratiquer le cannibalisme et à infliger de cruelles tortures à leurs prisonniers, pour soumettre leurs ennemis par la terreur. Les Iroquois de la région de New York étaient réputés pour être de terribles guerriers ; les prisonniers de guerre pouvaient être mangés, comme parfois dans les armées à court de ravitaillement. Toutefois, le cannibalisme en dernier recours est à distinguer du cannibalisme rituel (païen). Les Iroquois utilisaient les mêmes armes que pour la chasse : le tomahawk, l'arc et les flèches, les massues. À partir des guerres coloniales entre la France et l'Angleterre, certains guerriers iroquois portaient un ou plusieurs scalps autour du cou, preuve exigée par les colons de leur valeur au combat[réf. nécessaire], les colliers d'oreilles servant de monnaie imposée par les occupants se battant le plus souvent par tribus interposées dans une logique d'extermination des peuples autochtones.

### Prénoms iroquois
Les Iroquois ont donné des prénoms qui prennent souvent ancrage dans la nature qui les entoure, dans les forces surnaturelles qu'ils perçoivent, dans les qualités des personnes, ou bien dans d'autres événements de la vie, souvent liés à la naissance ou comme l'ensemble des peuples amérindiens dont l'étymologie des prénoms nord-amérindiens est similaire. Comme exemples de prénoms, on peut citer Hior, Rhan, Leik, Akya, Awhem.

## Alimentation

### Importance de l’agriculture
L’agriculture est la base de l’alimentation des Iroquois et ce, malgré le froid du Saint-Laurent dont Samuel de Champlain parle en 1615. C’est ce qui leur permettait de manger tout l’hiver puisqu’ils conservaient leurs récoltes pendant les périodes hivernales. Si les récoltes n’étaient pas suffisantes, les Iroquois devaient se rationner ou la compenser par la chasse et la pêche afin de tenir bon tout l’hiver. Afin d’obtenir une bonne récolte et a fortiori en temps de sécheresse ou de famine,  plusieurs de ces tribus effectuaient des rites spéciaux en vue d’obtenir en quelque sorte la reconnaissance des esprits. L'une des invocations les plus connues utilisées par les Iroquois, est le chant intitulé Ani couni chaouani. Les Iroquois cultivaient majoritairement les courges, les haricots et les tournesols. Afin de conserver les aliments récoltés tout l’hiver, les Iroquois ont dû trouver divers moyens de conserver leur nourriture. Par exemple, pour garder le maïs, ils ont découvert qu’ils pouvaient arracher les feuilles et faire sécher les épis à l’aide du feu. De plus, il semble qu’ils préparaient leurs mets avant que la neige ne tombe. Quand l’hiver s’annonçait glacial, ils creusaient des sous-sols dans leurs huttes pour y placer la nourriture qui pouvait être congelée par ce froid,.

### Récoltes
Les Iroquois ont plusieurs façons de procéder à leurs récoltes afin de pouvoir faire des provisions. Le maïs est récolté en septembre, dans des paniers portés sur le dos. Ensuite, les feuilles de chaque épi sont retournées avec des baguettes à éplucher. Les Iroquois attachent ensemble plusieurs de ces épis afin de les faire sécher. Ensuite, ils l'égrènent avec les mains ou à l’aide d’une mandibule de cerf. Par la suite, les épis sont entreposés dans de gros vases qui peuvent atteindre jusqu’à cinquante centimètres de hauteur. Ces vases sont rangés sous les maisons avec le poisson fumé et séché et d’autres aliments. Les épis, tout comme les courges, étaient bouillis ou grillés,.

### Chasse et pêche
C sont la chasse et la pêche qui leur permettent de compléter leur alimentation. La chasse varie selon les régions et les nations. En effet, certaines nations préfèrent chasser l’hiver, tandis que d’autres, comme les Hurons, préfèrent chasser à l’automne et au printemps. Outre la chasse, la cueillette de petits fruits était essentielle pour leur alimentation mais aussi pour leur santé. La chasse représente une source de protéines pour les Iroquois, mais c’est aussi une source de matière première, de fourrures et de peaux servant à confectionner leurs vêtements. La proie la plus chassée est le cerf de Virginie. Il est piégé ou chassé au collet. Outre le cerf de Virginie, ils chassent le castor, la loutre, la marmotte, la martre, l’orignal, l’ours noir, le renard et le rat musqué. La pêche constitue semble-t-il 15 % des protéines et des calories des Iroquois. La pêche se fait davantage au printemps et l’automne. Les Iroquois sont dotés d’un canot d’écorce et pêchent différentes espèces comme l’alose, l’anguille, le bar, le brochet, la carpe doré, l’éperlan, l’esturgeon, la lamproie, le saumon et la truite. Les poissons sont séchés et boucanés, c'est-à-dire fumés, pour les provisions de l’hiver,.

### Pain
Les Iroquois faisaient aussi du pain. Celui-ci n’est pas fait avec du blé et du levain, une levure naturelle, mais à partir de farine de maïs à laquelle ils ajoutent des haricots, des fruits séchés, des noix, des graines de tournesols et du gras de cerf. Ce pain est cuit dans des cendres brûlantes enveloppées de feuilles de maïs. Parfois le pain pouvait aussi être cuit dans l’eau.

### Soupe
La soupe constituait l’alimentation principale des Iroquois. Ils la préparaient avec de la farine de maïs, des morceaux de viande ou de poisson et des courges.

### Repas lors de festivité
La nourriture des Iroquois n’était donc pas très variée en temps ordinaire. Lors des repas festifs, ils essayaient cependant de changer leurs habitudes en modifiant un peu la façon d’apprêter leur repas. En effet, ils changeaient quelques détails comme le remplacement du bouillon clair habituel de la soupe par un bouillon plus épais, réalisé avec plus de farine de maïs.